# Aleksandr Volkov (homme politique)
Pour les articles homonymes, voir Aleksandr Volkov et Volkov.
Aleksandr Aleksandrovitch Volkov (en russe : Александр Александрович Волков), né le 25 décembre 1951 à Briansk et mort le 20 mai 2017 en Allemagne, est un homme politique de nationalité soviétique puis russe.
Docteur en sciences économiques, il est président de l'Oudmourtie à partir de 1995.

## Biographie
Aleksandr Volkov est né dans une famille ouvrière de sept enfants. Son père a travaillé pendant 45 ans à l'usine automobile de Briansk. 
En 1970, il est diplômé en génie civil et est affecté dans la ville de Glazov. Il travaille à l'usine OAO Tchepetski Mekhanitcheski Zavod, spécialisée dans les matières fissiles, et à l'époque destinée à devenir le plus grand complexe d’Europe produisant du zirconium pour les centrales nucléaires. 
Il est également diplômé de l'Institut polytechnique de Perm. 
En 1986 il prend la tête du comité exécutif de Glazov. 
En 1989 il commence à travailler à Ijevsk: il est d'abord vice président de la Commission nationale de Planification de l'Oudmourtie, puis président de la Commission d’État sur l'architecture et la construction, en tant que vice-président du Conseil des Ministres de la république d'Oudmourtie.
En 1993 il devient président du Conseil des ministres. Le 19 avril 1995, il est élu président du Conseil d’État de la république d'Oudmourtie et en 2000 et 2004 président de la république d'Oudmourtie. 
Membre de plusieurs partis politiques au cours de sa carrière, il était membre de Russie Unie.
Aleksandr Volkov est mort le 20 mai 2017 en Allemagne, où il était en traitement dans une clinique.